# Metamorfosi (gruppo musicale)
Metamorfosi è un gruppo romano tra i primi esempi di rock progressivo italiano, formatosi alla fine del 1969 su iniziativa del cantante siciliano Jimmy Spitaleri e del tastierista Enrico Olivieri.

## Storia

### Gli anni settanta
Il gruppo nasce sul finire degli anni sessanta, quando alla band I Frammenti si unisce il cantante e flautista siciliano Davide Spitaleri. All'epoca I Frammenti hanno in scaletta principalmente classici beat inglesi. L'arrivo di Spitaleri, un cantante dalla voce profonda, con capelli lunghi e barba solenne da profeta, imprime al gruppo la svolta definitiva verso atmosfere spirituali.
Dopo due anni di esperienze, nel 1972 viene dato alle stampe il primo album ...E fu il sesto giorno. Nell'album emerge soprattutto la voce potente ed espressiva di Spitaleri che arricchisce i brani tipicamente tardo-beat, a tratti persino ingenui, un po' acerbi ma comunque sempre gradevoli. Le liriche ruotano attorno al tema della fragilità dell'uomo, vittima delle passioni, e citano spesso la figura di Cristo come unico tramite verso il riscatto. Tipico dell'epoca anche un certo pacifismo naïve, ad esempio nel brano Hiroshima. Con il primo album alle spalle il gruppo suona allo stadio Flaminio di Roma nell'ambito del 2º Festival di Musica d'Avanguardia e di Nuove Tendenze. Alla fine dell'anno escono dal gruppo Tamburro e Natali, quest'ultimo sostituito alla batteria dal congolese Herygers.
È solo il secondo disco, Inferno, che impone il gruppo all'attenzione degli appassionati consacrandoli allo stato di cult band. Uscito all'inizio del 1973, è un concept album ispirato alla Divina Commedia di Dante. I testi attualizzano il poema originale collocando tra i supplizi eterni anche "politicanti", "razzisti" e "spacciatori di droga". La copertina apribile è affidata all'ottimo pittore Adelchi. Sul versante strettamente musicale, il disco è dominato dalle tastiere di Enrico Olivieri artefice di un tappeto sonoro di grande impatto, con arrangiamenti a tratti maestosi bene intonati al soggetto, con qualche venatura dark. Ancora una volta suggestiva e perfettamente inserita nel contesto la voce carismatica del cantante. Particolarmente ricercata, infine, anche la rappresentazione dell'album nei concerti dal vivo. Il gruppo si presenta sul palco indossando costumi che incarnano i vizi dell'uomo. In particolare il cantante, vestito con una tunica rossa recante una croce bianca sul petto, evoca con forte presenza scenica il sommo poeta, il quale alla fine del concerto viene giustiziato sulla sedia elettrica al cospetto di prete e soldati. Nonostante siano passati oramai molti decenni dalla pubblicazione, gli argomenti trattati nel disco risultano ancora attuali. L'album ottiene un buon riscontro commerciale, ed è senz'altro da annoverare tra i capolavori dell'epoca nel suo genere.
In questo periodo il gruppo ha più volte dichiarato di essere fortemente satanista.
Nel 1973 partecipano al Festival Pop di Viterbo insieme ad altri artisti come Alan Sorrenti, Mauro Pelosi e molti altri. Nonostante queste buone premesse, il fallimento della Vedette lascia il gruppo senza appoggio e alla fine del 1973, dopo una intensa attività concertistica culminata al Palasport di Roma nell'ambito del "Festival della Musica Popolare", il gruppo si scioglie. Il terzo disco, in preparazione, non viene portato a termine. Dopo lo scioglimento della band, il cantante Spitaleri si reca a Los Angeles a perfezionare l'uso della voce, pubblicando un paio di dischi da solista, il primo dei quali con lo pseudonimo di Thor.

### Il ritorno
Negli anni '90 il tastierista ed il cantante tornano assieme con una nuova sezione ritmica, formata da Fabio Moresco alla batteria e Leonardo Gallucci al basso e chitarra acustica, e dopo vari concerti, nel 2004 il terzo album viene finalmente completato e pubblicato. Si intitola Paradiso, ed è la naturale prosecuzione del precedente.
Alla fine del 2009, Spitaleri accetta l'invito esternato dal batterista Michi Dei Rossi, di diventare il nuovo cantante del gruppo Le Orme in sostituzione dello storico membro Aldo Tagliapietra. Con il gruppo, il cantante pubblica due dischi: Progfiles - Live in Rome nel 2010 e  La via della seta nel 2011. Il cantante ha più volte dichiarato che il suo ingresso ne Le Orme, non pregiudicherà l'esistenza di Metamorfosi.
Alla fine di un concerto tenutosi a Udine a inizio settembre 2012 con Le Orme, Spitaleri ha rivelato che sta lavorando con Metamorfosi per la pubblicazione dell'album Purgatorio, che completa la trilogia iniziata negli anni '70 con Inferno e Paradiso. Ha inoltre dichiarato che al disco avrebbe fatto seguito un tour promozionale.
Il 12 ottobre 2014 viene ufficialmente presentato il terzo album della trilogia, Purgatorio.

## Formazioni

### ...E fu il sesto giorno
- Davide "Jimmy" Spitaleri - voce solista, flauto
- Enrico Olivieri - tastiere, voce
- Roberto Turbitosi - basso, voce
- Mario Natali - batteria
- Luciano Tamburro - chitarra

### Inferno
- Davide "Jimmy" Spitaleri - voce solista, flauto
- Enrico Olivieri - tastiere, voce
- Roberto Turbitosi -  basso, voce
- Gianluca Herygers - batteria

### Paradiso - La chiesa delle stelle - Purgatorio
- Davide "Jimmy" Spitaleri - voce solista
- Enrico Olivieri - hammond, pianoforte, tastiere
- Leonardo Gallucci - basso, chitarra acustica
- Fabio Moresco - batteria

## Discografia

### Album in studio
- 1972 - ...e fu il sesto giorno
- 1973 - Inferno
- 2004 - Paradiso
- 2014 - Purgatorio (ristampato dalla Sony/Cramps nel 2016)

### Live
- 2012 - La chiesa delle stelle